# Женщина есть женщина
«Женщина есть женщина» (фр. Une femme est une femme) — художественный фильм Жан-Люка Годара. Оригинальную музыку к фильму написал Мишель Легран. Фильм завоевал два приза на 11-м Берлинском кинофестивале.

## Сюжет
Героиня фильма, чувствуя внутреннюю неудовлетворённость скучной жизнью, решает, что выйти из этого замкнутого круга ей поможет ребёнок. Однако окружающие её мужчины не могут понять её порыва, и ей стоит больших усилий добиться своего.

## В ролях
- Жан-Клод Бриали — Эмиль Рекамье
- Анна Карина — Анжела
- Жан-Поль Бельмондо — Альфред Любич
- Мари Дюбуа — подруга Анжелы

## Награды
Берлинский кинофестиваль:
- 1961 — премия «Серебряный медведь» за лучшую женскую роль — Анна Карина
- 1961 — Специальная премия «Серебряный медведь» — Жану-Люку Годару